# Sathathoriounet
Sathathoriounet (ce qui signifie « fille d'Hathor de Dendérah »), est la fille d'un ancien souverain égyptien de la XIIe dynastie. 

## Éléments historiques
Elle est  surtout connue pour sa tombe à El-Lahoun où un trésor de bijoux a été trouvé. Il est possible que ce soit une fille de Sésostris II puisque son site funéraire fut trouvé près de la pyramide du roi. Si c'est le cas, cela ferait d'elle l'une des cinq enfants connus dont l'une des trois filles de Sésostris II - les autres enfants étant Sésostris III, Senouseret-Seneb, Itkayet et Néferet.
Sathathoriounet a été enterrée dans le complexe funéraire de Sésostris II. Elle a dû mourir alors qu'Amenemhat III était pharaon, car des objets portant ce nom ont été trouvés dans sa tombe,. Son nom et ses titres ont survécu sur des vases canopes et sur un vase en albâtre trouvé dans sa tombe,.

## Sépulture
La tombe a été fouillée en 1914 par Flinders Petrie et Guy Brunton. Elle avait déjà été pillée dans l'Antiquité, mais une cavité — une niche — dans le site avait échappé aux pillards. Dans cette niche ont été trouvés plusieurs boîtes remplies de bijoux et d'objets cosmétiques, tels que des rasoirs, un miroir et des vases. Les bijoux qui y ont été trouvés sont considérés parmi les plus beaux exemples jamais trouvés dans les tombes de l'Égypte antique. On a également trouvé deux pectoraux :
- l'un portant le nom « Khâkhéperrê » qui est le nom de Nesout-bity de Sésostris II[8] ; ce bijou est composé d'incrustations cloisonnées sur or de cornaline, feldspath, grenat, turquoise et lapis-lazuli ;
- l'autre le nom d'Amenemhat III.

Il y avait aussi une couronne et plusieurs bracelets portant le nom d'Amenemhat III. La plupart des objets sont en or avec des incrustations (cloisonné) de pierres précieuses. Aujourd'hui, la majorité des pièces se trouvent au Metropolitan Museum of Art de New York, une couronne étant restée en Égypte, au musée égyptien du Caire.

Bijoux trouvés dans la tombe de la princesse Sathathoriounet
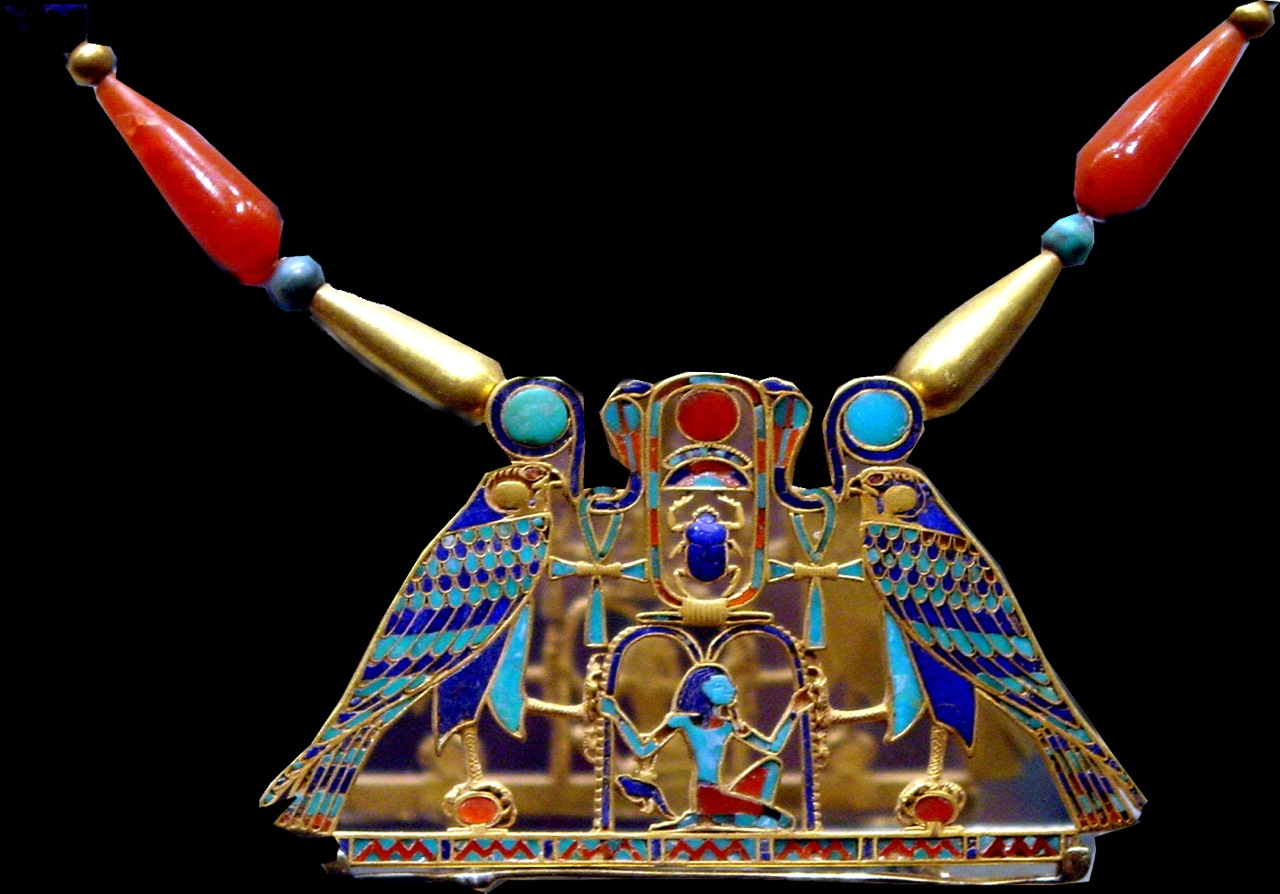
Pectoral.
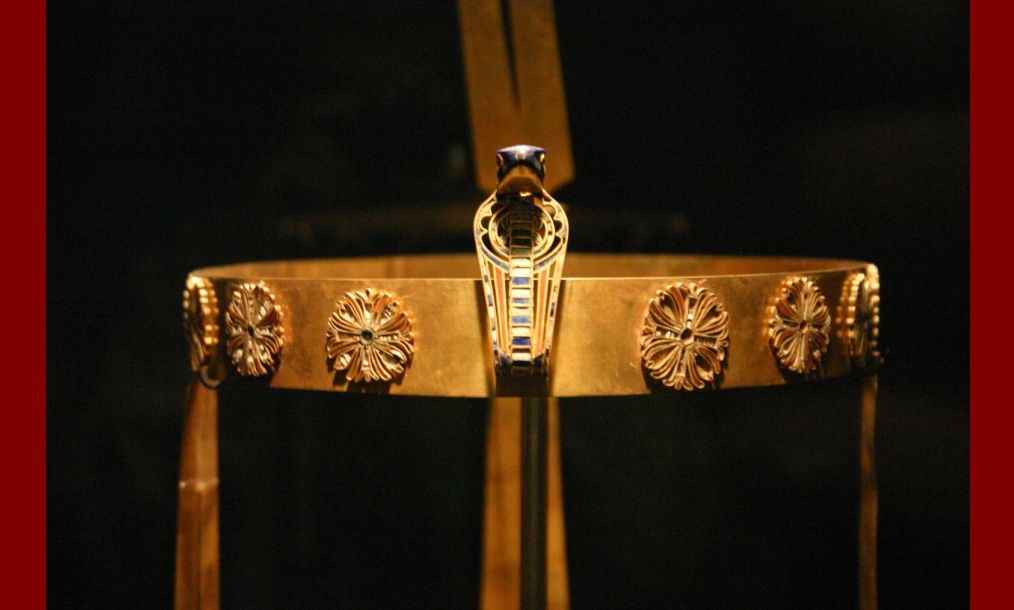
Couronne.